# Transtorno de ruminação

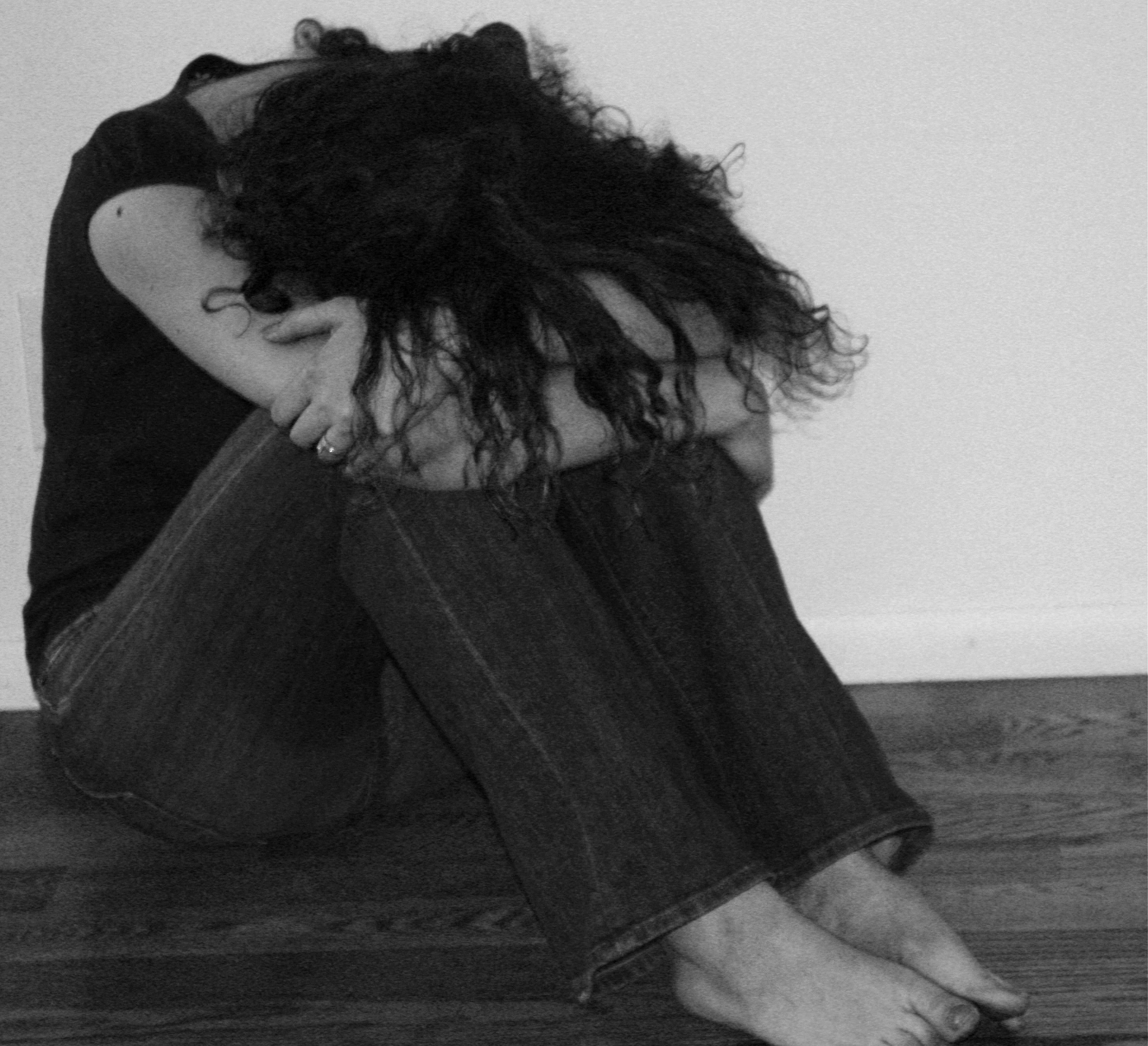
É mais comum em pessoas depressivas ou com um transtorno cognitivo durante períodos estressantes

Transtorno de ruminação (do latim ruminare), ou mericismo é um distúrbio alimentar caracterizado pela regurgitação (retorno do alimento digerido à boca) frequente, sem esforço nem dor, involuntariamente, devido à contração involuntária dos músculos do abdômen. Não há náusea, queimação, azia, gosto ruim ou dor abdominal associada a essa regurgitação, como ocorre com os vômitos. A comida retorna pouco digerida, menos de uma hora depois de comer, sem gosto ácido, tipicamente todos os dias. Em alguns casos ocorre após todas as refeições.
Historicamente, o distúrbio foi documentado apenas em bebês, crianças pequenas e pessoas com retraso cognitivo (a prevalência é de até 10% em pacientes institucionalizados com compromisso intelectual). Hoje está sendo diagnosticado cada vez mais em adolescentes e adultos saudáveis, embora ainda haja uma grande falta de conscientização da condição por profissionais de saúde, portadores e do público em geral.

## Causas
A ruminação é normal em crianças com menos de 1 ano e normalmente desaparece com a idade, porém em algumas crianças a ruminação nunca desaparece. Esse diagnóstico só pode ser feito após os 3 anos de idade. Em adolescentes e adultos, geralmente começa entre os 10 e 20 anos, e pode ser causado por traumas emocionais, piorando em períodos estressantes, ou por traumas físicos, em pessoas que vomitam muito ou introduzem objetos na garganta (mágico, engolidor de espada, por pica).

## Sinais e sintomas
As regurgitações frequentes causam:
- Mau hálito (frequente)
- Perda de peso (42,2%)
- Úlcera gastroesofágica (38,1%)
- Constipação (21,1%) ou diarreia (8,2%)
- Náuseas (17,0%)
- Distensão abdominal (4,1%)
- Cáries (3,4%)

## Diagnósticos diferenciais
O diagnóstico é essencialmente clínico e pode ser confirmado com imagens, como endoscopia ou radiografia com contraste. Para o diagnóstico desse transtorno, primeiro deve-se excluir outros transtornos que causam retorno de alimentos a boca como:
- Refluxo gastroesofágico, causa retorno doloroso, com intensa queimação por ácido, da comida digerida.
- Bulimia ou anorexia com vômito provocado para perder peso;
- Aerofagia (engolir ar), associada a retraso intelectual, comer rápido, fumar, mascar e ao consumo de refrigerantes.
- Gastroparesia, quando a digestão é muito lenta.
- Acalasia, quando o esôfago não relaxa ao engolir.

Frequentemente o transtorno é percebido por psicólogos (em pacientes com algum transtorno mental), nutricionistas (que percebem a perda de peso) ou dentistas (que percebem a corrosão dos dentes), mas ainda é amplamente ignorado pela comunidade médica que geralmente não a diferencia do refluxo gastroesofágico, que é doloroso, ácido e menos vezes ao dia.

## Tratamento
A respiração diafragmática e relaxamento do abdômen após as refeiçoes previne a regurgitação. Se a ruminação frequente danifica o esôfago, podem ser prescritos inibidores da bomba de prótons como pantoprazol ou omeprazol para reduzir a acidez do estômago. Psicólogos ensinam as técnicas de relaxamento, respiração e biofeedback como parte da terapia comportamental a pacientes com transtorno cognitivo, pode demorar meses antes que o paciente aprenda. Esses medicamentos podem proteger o revestimento do esôfago prevenindo o adenocarcinoma de esôfago até que a terapia comportamental reduza a freqüência e gravidade da regurgitação.